# Yasonna Laoly
Yasonna Hamonangan Laoly, né le 27 mai 1953 à Sorkam (Sumatra du Nord), est un homme politique indonésien. 
Il est ministre de la Justice et des Droits humains depuis le 27 octobre 2014, dans les cabinets de Travail et Indonésie En avant sous la présidence de Joko Widodo. Il a été membre de la législature régionale de la province de Sumatra du Nord de 1999 à 2003 ainsi que du Conseil représentatif du peuple de 2004 à 2014. Il est la première personne ayant des origines Nias (en) à occuper un poste au cabinet de la république d'Indonésie. 

## Vie personnelle
Yasonna Laoly naît le 27 mai 1953 à Sorkam (Tapanuli central, Sumatra du Nord). Il est d'origine mixte Nias (en) et Batak. Son père était un policier originaire de la petite île de Nias au large de la côte occidentale de Sumatra. En raison de ses faibles revenus, il était parfois contraint de travailler à côté, notamment dans le commerce d'huile de friture avec la ville de Medan. 
Yasonna Laoly étudie le droit à l'université de Sumatra du Nord. 

## Activisme et parcours politique
En tant qu'étudiant, Yasonna s'engage au sein la section locale de l'Union étudiante chrétienne indonésienne. Il participe aussi à la fondation de l'Association des étudiants Nias. 
Après avoir obtenu son diplôme, il travaille comme avocat et rejoint ensuite l'Université Nommensen (en) à Medan, affiliée à l'Église chrétienne protestante Batak, en tant que chargé de cours dans la nouvelle faculté de droit. A ce poste, il obtient une bourse pour étudier le droit aux États-Unis, d'abord à l'université du Commonwealth de Virginie, puis, pour son doctorat, à l'université d'État de Caroline du Nord. 
Après la chute de Suharto (en) en 1998, Yasonna se tourne vers la politique, d'abord en se faisant élire à l'Assemblée provinciale de Sumatra du Nord, puis au Conseil représentatif du peuple, pour le Parti démocratique indonésien de lutte. 

## Ministre de la Justice et des Droits humains
À la suite de l'élection présidentielle de 2014, qui voit un membre de son parti, Joko Widodo, élu à la présidence de la République, Yasonna Laoly est choisi pour être ministre de la Justice et des Droits humains au sein du cabinet de Travail. Il est le premier membre ayant des origines Nias (en) à occuper un poste au cabinet de la république d'Indonésie. Sa sélection a été accueillie avec enthousiasme par la communauté Nias. 
En tant que ministre de la Justice, son portefeuille comprend l'administration des institutions pénitentiaires et des institutions liées à l'immigration. 
À ce poste, il aide le Président Joko Widodo à concevoir la loi gouvernementale sur les organisations de masse (connue en Indonésie sous son abréviation Perppu Ormas), qui a permis l'interdiction de la branche indonésienne de l'Hizb ut-Tahrir, une organisation qui cherchait à établir un califat en Indonésie. Cette loi a provoqué plusieurs manifestations de la part des membres et sympathisants de cette organisation, ainsi qu'un litige devant la Cour constitutionnelle d'Indonésie. 
En réponse aux critiques concernant le surpeuplement et les mauvaises conditions de détention en prison, il a déclaré que les problèmes étaient dus au manque de personnel et aux prix élevés des terrains, qui ont entravé la construction de nouvelles prisons. 
En novembre 2019, alors que plusieurs ministères indonésiens lancent une grande campagne de recrutement, son ministère discrimine ouvertement les candidats non hétérosexuels, qualifiés comme ayant des « déviations de l’orientation sexuelle », en leur interdisant de postuler. 